# 路口铺站
路口铺站是一个京广线上的铁路车站，位于湖南省岳阳市云溪区路口镇，目前为一等站，邮政编码为414011。目前客运：办理旅客乘降；行李、包裹托运（春运期间停办）；货运：办理整车、零担货物发到，主要到发货品为石油、化工、军运、矿石、非金、粮食及化肥类等。

## 历史
路口铺站始建于1914年，1917年投入使用，当时车站设有3条股道，为四等站。1930年，车站迁往位于西平铺的现址。新站设有面积457.3平方米的站房一座，站内设有1条股道以及长150米、宽4.6米的站台一座。1936年站内增加一条股道:58。
1950年代初期，车站等级降为五等站。1958年12月修建通往临湘白云矿的专用线，并于1959年2月1日建成，3月投用:479。车站于1965年4月进行扩建工程，站内股道数量于1968年增加至9条。1970年，与车站接轨的长炼专用线和厂前工业站投入使用，车站因此于1971年等级提升至三等站，之后又于1985年提升至二等站:58。

## 车站结构
路口铺站站房位于站场南侧，于1989年投入使用，面积1171平方米:58。

### 站场
路口铺站站内设有7条到发线、2条调车线。站场内设有3座客运站台，站台间有一座建成于1984年的天桥连接。车站货场位于107国道与022省道交汇处，设有3座面积903平方米的仓库、货运站台1座和低货位1座:58。
车站站场东北侧为工业站，主要为中石化长岭分公司服务，为车站提供85%的货源，是湖南省主要的航空燃油发运站之一，也是铁路部门的战略装车点及运输大客户。工业站设有6条到发线、9条调车线、2条洗槽线、1条车辆整修线、2条机车整备线、8条货物线和9条油台装卸线:58。除此之外，车站还设有通往金叶众望科技股份有限公司、凡泰矿业、广州工务大修段和顺安路料有限公司的专用线。
| 1F | 侧线     | 京广铁路列车                    |
| 1F | 侧线     | 京广铁路列车                    |
| 1F | 侧线     | 京广铁路列车                    |
| 1F | 侧线     | 京广铁路 往北京西方向（临湘站） |
| 1F | 岛式站台 |                                 |
| 1F | 通过线   | 京广铁路上行列车通过线          |
| 1F | 通过线   | 京广铁路下行列车通过线          |
| 1F | 1站台    | 京广铁路 往广州方向（云溪站）   |
| 1F | 侧式站台 |                                 |